# گریگور گریگوریان (نظامی)
سرلشکر گریگور گریگوریان (ارمنی: Գրիգորյան Արշակի Գրիգոր زادهٔ ۱۸۹۸ - درگذشته ۲۷ آوریل ۱۹۷۰) فرد نظامی اهل  ارمنستان بود.

## زندگی‌نامه
وی در ۱۸۹۸ در گیومری به دنیا آمد . همچنین برندهٔ جوایزی همچون نشان لنین، نشان پرچم سرخ کار و نشان پرچم سرخ شده‌است. وی در ۲۷ آوریل ۱۹۷۰ در سن سالگی در سن پترزبورگ درگذشت و در آرامستان قربانیان ۹ ژانویه به خاک سپرده شد.